# Linia, Jîdaciv
Linia (în ucraineană Лінія) este un sat în așezarea urbană Novi Strilîșcea din raionul Jîdaciv, regiunea Liov, Ucraina.

## Demografie
Componența lingvistică a localității Linia
     Ucraineană (100%)
Conform recensământului din 2001, toată populația localității Linia era vorbitoare de ucraineană (100%).